# Aleksandar Inđić
Aleksandar Inđić (serbisch-kyrillisch Александар Инђић; * 24. August 1995 in Belgrad) ist ein serbischer Schachspieler. Seit 2013 trägt er den Titel Großmeister im Schach. Inđić ist der Europameister von 2024.

## Karriere
Die serbische Einzelmeisterschaft konnte Inđić zweimal gewinnen: 2014 in Subotica und 2018 in Novi Sad. Er spielte für Serbien bei zwei Schacholympiaden: 2014 und 2016. Außerdem nahm er zweimal an den europäischen Mannschaftsmeisterschaften (2013 und 2017) teil. 2024 gewann er die Schach-Europameisterschaft.
Im Jahre 2012 wurde ihm der Titel Internationaler Meister (IM) verliehen, 2013 der Titel Großmeister (GM).
| Die zur Anzeige dieser Grafik verwendete Erweiterung wurde dauerhaft deaktiviert. Wir arbeiten aktuell daran, diese und weitere betroffene Grafiken auf ein neues Format umzustellen. (Mehr dazu) |

## Verein
Inđić spielt seit 2019 im deutschen Vereinsschach. Nachdem er bis 2024 beim Münchener SC 1836 zum Stammpersonal der Mannschaft gehört hatte, trat er in der Saison 2024/25 für den SV Deggendorf an.

## Privates
Sein Vater Dušan Inđić (* 1960) ist auch ein Schachspieler und trägt den Titel Internationaler Meister.